# 瑞鳳 (空母)
瑞鳳（ずいほう/ずゐほう）は、日本海軍の航空母艦。瑞鳳型航空母艦の一番艦。

## 歴史・艦歴
日本海軍は、ロンドン海軍軍縮条約による航空母艦の保有制限から逃れるために戦時に航空母艦に迅速に改造できる艦船の保有計画を持っていた。その計画により建造されることになったのが、高速給油艦高崎（たかさき）および同型艦の剣埼（後の祥鳳）である。
1936年（昭和11年）6月19日、特務艦（給油艦）高崎として進水し、完成予想図を描いた艦名入り絵葉書が発行された。
その後、建造途中で軍縮条約から脱退したために、より航空母艦に改造しやすい潜水母艦に計画変更され、さらに潜水母艦から航空母艦へと計画を再変更、艦名も高崎から瑞鳳へと改名された。
1940年（昭和15年）12月27日、航空母艦瑞鳳として竣工。空母としては姉妹艦祥鳳（剣埼）より先に完成した。佐世保鎮守府所属。1941年（昭和16年）初頭より乗組員慣熟訓練と航空機発着艦訓練を実施、4月上旬に第一艦隊第三航空戦隊に編入、空母鳳翔の僚艦となった。10月、航海実習と軍需物資輸送を兼ねて台湾の高雄市へ航海を行う。
1941年（昭和16年）12月8日、南雲機動部隊による真珠湾攻撃が実施されると、日本本土で待機していた第三航空戦隊（鳳翔、瑞鳳、駆逐艦三日月・夕風）は連合艦隊旗艦長門以下戦艦6隻、巡洋艦7隻、護衛駆逐艦多数と出撃、小笠原諸島近海まで航海を行い、13日に桂島泊地へ戻った。瑞鳳は搭載機による対潜警戒・哨戒任務に従事したが、開戦当日に九七式艦上攻撃機1機を着艦失敗により喪失した。

### 1942年
1942年2月17日、第27駆逐隊（白露・時雨）に護衛されて横須賀を出港。補充用の零式艦上戦闘機をフィリピンのミンダナオ島ダバオへ輸送、3月2日に帰投した。以後瀬戸内海で訓練に従事、九六式艦上戦闘機が瑞鳳の艦首に乗ってしまう珍事も起きた。4月18日、空母 ホーネット、エンタープライズによるドーリットル空襲の際、アメリカ軍機動部隊迎撃のため桂島泊地を出撃するが、会敵する事はなかった。
当時、連合艦隊と軍令部は今後の作戦方針について対立、混乱状態にあった。山本五十六連合艦隊司令長官や黒島亀人参謀はミッドウェー島の攻略とそれに伴うアメリカ軍機動部隊との決戦を企図、連合艦隊の総力を挙げたミッドウェー作戦が決定する。瑞鳳は第二艦隊（近藤信竹中将/旗艦愛宕）を基軸とする攻略部隊主隊に編入され、同作戦に臨んだ。零戦の生産が間に合わなかった事から瑞鳳の航空戦力は九六艦戦6、零戦6、九七艦攻9という編成で、上空直衛のため敵艦隊攻撃の機会はないという判断から魚雷は1本も艦載していなかった。5月27日、日本本土を出撃する。
6月5日、日本海軍は主力空母4隻（赤城、加賀、蒼龍、飛龍）、重巡洋艦三隈を喪失、さらに空母エンタープライズ、ホーネットの追撃を受けた。ミッドウェー海域に残存する日本空母は鳳翔、瑞鳳のみで、さらに鳳翔の艦載機は旧式の九六艦戦と九六式艦上攻撃機であった。瑞鳳は魚雷を搭載しておらず、高高度からの水平爆撃も戦果は期待できないため、最後の手段として九七艦攻に爆弾を搭載しての緩降下爆撃が選択された。6月8日、発艦準備が行われるも米艦隊との会敵はなく、出撃機会はなかった。6月9日、攻略部隊主隊は北方部隊に編入され、アリューシャン方面に向かう。14日、第二機動部隊（空母龍驤、隼鷹）と合流する。24日、大湊に入港した。28日、瑞鶴と共に出撃、アッツ島南方海域で行動するが、アメリカ軍と交戦することは無く7月13日に佐世保へ戻った。
7月14日、艦隊の再編が行われ、第三艦隊（司令長官南雲忠一中将）が編成された。第一航空戦隊（空母翔鶴、瑞鶴、瑞鳳）と第二航空戦隊（空母龍驤、隼鷹、飛鷹）がその主力となった。8月7日、アメリカ軍はウォッチタワー作戦を発動しガダルカナル島、ツラギ島、フロリダ諸島に上陸、ガダルカナル島の戦いが始まった。第一航空戦隊は8月16日に柱島泊地を出撃したが、7月31日に出渠したばかりの瑞鳳は出撃できず、瑞鳳の代艦として二航戦の龍驤が翔鶴、瑞鶴に随伴して出動した。8月24日、龍驤が第二次ソロモン海戦でアメリカ軍機動部隊艦載機に撃沈された。9月1日、瑞鳳は呉を出港し6日にトラック泊地着、10-23日にかけて作戦に従事した。9月25日、トラックを発ち29日横須賀着、10月1日横須賀を出発し、トラックへ向かった。到着直前の6日、重巡熊野の偵察機は瑞鳳を敵味方不明の空母と報告、トラック泊地の戦艦大和以下各艦に一時緊張が走っていた。8日にトラックへ到着し航空機輸送任務を終え、10月15日、日本軍はアメリカ軍輸送船団を攻撃してガダルカナル島への航空燃料補給を阻止する。
10月26日、瑞鳳は日米双方の機動部隊が正面から対決した南太平洋海戦に参加した。5時25分、第三艦隊から第一次攻撃隊62機（指揮官村田重治少佐/零戦21、艦爆21、艦攻20）が発進した。途中、瑞鳳零戦隊9機（指揮官/日高盛康大尉）は第三艦隊攻撃に向かう空母エンタープライズの艦載機19機（ワイルドキャット8、ドーントレス3、アベンジャー8）を発見し、第一次攻撃隊から分離して迎撃した。空戦により零戦2機が撃墜され、残存7機中2機が帰路行方不明となり、艦隊に帰投したのは5機であった。5時40分、索敵中のSBDドーントレス2機が瑞鳳を奇襲、瑞鳳の飛行甲板後部に爆弾1発が命中し、15ｍほどの破口が生じた。航空機着艦不能となった瑞鳳は艦隊から離脱した。このため瑞鳳所属機は瑞鶴に収容されて戦闘を継続した。索敵任務終了後、空母瑞鶴（野元為輝瑞鶴艦長は瑞鳳初代艦長）に着艦した田中一郎中尉（瑞鳳艦攻隊）は第三次攻撃隊（零戦5、艦爆2、艦攻6）の指揮官となり11時15分に出撃。空母ホーネットに800kg爆弾による水平爆撃を行って命中弾を与えた。最終的にホーネットは日本軍前進部隊に捕捉されて雷撃処分された。10月28日、瑞鳳はトラック泊地に帰投した。11月2日、第一航空戦隊（翔鶴、瑞鳳）は重巡熊野、筑摩、第4駆逐隊、第17駆逐隊、駆逐艦秋月等に護衛されて内地に向かい、7日、浜風、磯風と共に佐世保到着後は修理に従事した。

### 1943年
1943年（昭和18年）1月17日、瑞鳳は瑞鶴と共に呉を出港し23日にトラック泊地に着いた。1月31日、隼鷹と共にガダルカナル島方面に出撃、ケ号作戦を支援した。2月9日に帰投。
2月18日から2月19日にかけて瑞鳳の飛行隊（零戦20機、艦攻8機）はトラックからウェワクへ進出し、陸軍部隊のウェワクへの輸送（丙三号輸送）の際の対空、対潜警戒に従事した。2月26日、ウェワクで爆撃により艦攻1機炎上などの被害を出した。任務終了後、艦攻はトラックに戻ったが、零戦は次のラエへの輸送作戦（八十一号作戦）のためカビエン待機となった。
3月上旬、瑞鳳戦闘機隊はラバウルからラエに向かう駆逐艦8隻、輸送船7隻（陸軍第51師団主力約6900名）、輸送艦野島の上空直衛を行った。
3月3日、瑞鳳の零戦隊15機はアメリカ軍陸上爆撃機隊と交戦したが、2人（壇上滝夫上飛曹、牧正直飛長）が戦死、輸送船団の援護にも失敗した。続いて4月2日よりい号作戦に零戦21機・艦攻8機を派遣する。4月18日、同作戦指導のため最前線に赴いていた山本五十六連合艦隊司令長官は、搭乗機を撃墜され戦死した（海軍甲事件）。5月3日、第一航空戦隊はトラック泊地を出発し、9日に佐世保に到着、修理と飛行甲板の20ｍ延長、航空隊再編が実施された。6月15日、ドックを出渠すると、18日から瀬戸内海で訓練に従事した。7月9日、呉を出港し15日トラック泊地着。9月18日～19日、アメリカ軍はギルバート諸島（タラワ、マキン、アパママ、ナウル）の日本軍に対し、アメリカ軍機動部隊（レキシントンⅡ、プリンストン、ベロー・ウッド）と陸軍第7航空部隊による大規模空襲をおこなった。連合艦隊はギルバート方面、マーシャル方面に警戒配備を命じた。同時にトラック泊地の瑞鳳、第4駆逐隊（野分、舞風）にブラウンへの進出を命じた。訓練航海中の機動部隊（翔鶴、瑞鶴）もブラウンへ進出して20日午後ブラウン着、瑞鳳は21日にブラウンへ到着した。アメリカ軍機動部隊を警戒したものの戦闘は起きず、ブラウンに集結した日本艦隊は25日にトラックへ戻った。10月17日、アメリカ軍機動部隊ハワイ出撃の情報により連合艦隊は機動部隊・戦艦部隊・遊撃部隊の総力をあげてトラック泊地を出撃、ブラウンへ進出した。ウェーク西方方面で警戒にあたったものの、アメリカ軍機動部隊の出動は誤報であり、各艦・各隊は26日にトラック泊地へ戻った。この大規模行動によりトラック泊地の燃料は枯渇してしまい、本土から補給を行う必要にせまられた。その上、瑞鳳を含む各艦の飛行隊は10月下旬～11月上旬のろ号作戦に派遣されて半数以上を消耗してしまう大打撃を受けた。航空隊が消耗する一方、瑞鳳は日本本土とトラック泊地間の輸送任務に従事、トラック泊地と横須賀間を四往復、トラックと呉の往復を一回行う。しかしこの間、瑞鳳と同行していた大鷹型航空母艦の冲鷹が12月3日にアメリカ潜水艦に撃沈された。

### 1944年
1944年1月19日、瑞鳳と同行していた大鷹型雲鷹が被雷して大修理を余儀なくされた。
1944年（昭和19年）2月上旬、瑞鳳は空母千代田、千歳及び第653海軍航空隊と第三航空戦隊を編成した。3月20日、龍鳳の艦長交替に伴い、サイパン・グアム方面への輸送任務指揮を継承。3月21日、駆逐艦雪風、山雲に護衛されて神戸を出港、横須賀へ向かった。3月29日横須賀を出港し、軽巡洋艦能代、駆逐艦山雲、雪風、初霜に護衛されて輸送任務に就いた。31日、輸送部隊から能代が分離してパラオへ向かった。4月1日、龍鳳、初霜と分離した。龍鳳はサイパン島へ、瑞鳳はグアム島への航空機輸送任務に従事。30日、グアムに到着すると2日間滞在、各艦は4月6-8日に本土へ帰還した。

#### マリアナ沖海戦
4月8日、内地に戻った瑞鳳の乗組員は乗艦の所属が第一航空戦隊から第三航空戦隊（千歳、千代田、瑞鳳　第653海軍航空隊）司令官/大林末雄少将（南太平洋海戦時の瑞鳳艦長）に変更された事を知らされた。各艦艦長岸良幸(千歳)、城英一郎(千代田)、杉浦矩郎(瑞鳳)は三人とも大佐職かつ海軍兵学校47期の同期生であり、1番艦/旗艦千歳、2番艦千代田、3番艦瑞鳳という指定がなされた。海軍兵学校卒業時の成績順（ハンモックナンバー）が岸→城→杉浦だったことが大きく影響したと見られる。653空は旧式化した九九式艦上爆撃機の代わりに250kg爆弾を装備した零式艦上戦闘機21型（戦爆機）を装備し、この爆戦で敵空母の飛行甲板を破壊することを期待されていた。第三航空戦隊の空母3隻は各艦30機搭載可能だったため、653空の定数は以下の機数となった。
　護衛隊(直掩隊)　零式艦上戦闘機52型　18機
　特別攻撃隊　　　戦爆機（零戦21型）　45機　　　
　誘導隊　　　　　　天山艦上攻撃機　9機
　索敵隊　　　　　　九七式艦上攻撃機　　18機
　各艦（零戦6、戦爆15、天山3、九七艦攻6）30機×3隻　合計90機
5月11日、九州佐伯湾に戦艦武蔵、第二航空戦隊（隼鷹、飛鷹、龍鳳）、第三航空戦隊（千歳、千代田、瑞鳳）が集結、翌日出港し、16日にタウイタウイ泊地に到着した。同泊地ではアメリカ軍潜水艦の活動により駆逐艦が次々に撃沈され、空母機動部隊の飛行訓練は滞りがちとなってしまう。6月13日、タウイタウイ泊地を出撃し、サイパン方面に向かう。6月16日、渾作戦に従事していた戦艦大和、武蔵、第二水雷戦隊各艦と合流。第三航空戦隊は第二艦隊（旗艦愛宕/司令官栗田健男中将）を主力とする前衛部隊に所属してマリアナ沖海戦に臨んだ。18日午後3時、索敵機からアメリカ軍機動部隊発見の報告があって三航戦各艦は攻撃隊を発進させるが、小沢治三郎司令長官は攻撃を中止させた。19日、攻撃隊が発進。8時40分頃、瑞鳳は小沢機動部隊甲部隊（一航戦）第一攻撃隊120機を敵機と誤認して対空射撃を行い、大和から警告されて射撃を中止した。2-3機が墜落したという。また攻撃隊もF6Fヘルキャット戦闘機に迎撃され、ほとんど戦果をあげる事なく大損害を受けている。甲部隊もアメリカの潜水艦の雷撃により大鳳、翔鶴の2隻の空母を喪失した。20日、小沢機動部隊は甲部隊・乙部隊・前衛部隊（三航戦）・燃料補給部隊が同一海面に集結、するとアメリカ軍機動部隊発見の報告があり、小沢は飛行可能な残存約40機の空中退避を命じる。アメリカ軍機の空襲により空母飛鷹、タンカーの清洋丸、玄洋丸が沈没、空母瑞鶴、隼鷹、龍鳳が損傷、前衛部隊では千代田、榛名、摩耶が損害を受け、未帰還機は24機にのぼった。22日、艦隊は沖縄中城湾で燃料補給をおこない、24日夕刻に桂島泊地に到着した。
7月29日、瑞鳳は九七艦攻12機と軍需品を搭載して横須賀を出港、小笠原諸島の父島へ向かう第三七二九輸送船団を護衛した。護衛を第4駆逐隊（山雲、野分）、第61駆逐隊（秋月、初月）が担当した。8月上旬、呉に帰港する。十二糎二八連装噴進砲の新設や機銃の増設等の改造を施され、19-28日までドックで整備。30日、呉を出港し瀬戸内海で訓練に従事した。同時期、連合艦隊はアメリカ軍のフィリピン方面への侵攻を予想し、捷号作戦を立案している。

#### エンガノ岬沖海戦
10月上旬、アメリカ軍はフィリピン方面に上陸を開始し、フィリピンの戦い (1944-1945年)が始まった。10月10日、沖縄大空襲(十・十空襲)により被害を受けた基地航空隊を補強するため、連合艦隊司令部は小沢機動部隊の航空兵力（653空・634空）を陸上基地に派遣するよう命じた。「空母に搭載する航空戦力が無くなってしまう」という小沢長官の抗議に対し草鹿龍之介連合艦隊参謀長は「今度の作戦に空母は使わない」と返答するも、17日になって機動部隊に対しレイテ方面への出撃準備を命じる。20日、豊田副武連合艦隊司令長官は正式に捷号作戦を発令した。小沢機動部隊にはルソン島東方海面に進出し、アメリカ軍機動部隊を北方に誘致させて遊撃部隊（栗田艦隊、西村艦隊、志摩艦隊）のレイテ湾突入の猶予を稼ぐ、囮任務が与えられた。小沢機動部隊は第三航空戦隊（瑞鶴、瑞鳳、千歳、千代田）、第四航空戦隊（伊勢、日向）、第31戦隊、第61駆逐隊、第41駆逐隊等で構成されていた。20日に収容された瑞鳳の搭載機は、零戦8、戦爆4、天山4（6機とも）の16機、艦隊全体としては100機程度であった。22日、瑞鳳は軽巡洋艦多摩と駆逐艦桐に燃料補給を行った。10月23-24日、レイテ湾に突入予定の第一遊撃部隊（栗田艦隊）は米潜水艦の襲撃や機動部隊艦載機の空襲により、旗艦であった重巡洋艦愛宕や戦艦武蔵などを失った。同日、小沢機動部隊は58機（瑞鳳零戦8、爆戦4、天山2、もしくは零戦8、天山4、爆戦2）の攻撃隊を発進させる。戦果は無かったが、この攻撃によりウィリアム・ハルゼー・ジュニア大将は小沢機動部隊の存在を知り、同艦隊こそ日本艦隊の主力と誤判断すると、第38任務部隊を率いて北方への進撃を開始した。なお、小沢機動部隊各艦には報道班員が乗艦しており、瑞鳳には竹内宏一カメラマンが乗艦していた。竹内カメラマンが瑞鳳艦上で撮影した映像は昭和19年11月9日封切「日本ニュース・第232号（比島沖決戦）」として一般公開された。航空機搭乗員に訓示する将校は瑞鳳の杉浦艦長で、被弾した瑞鳳の飛行甲板の様子も撮影されている。
10月25日、小沢司令長官は残存29機のうち零戦19機を直衛機として残し、10機は索敵任務後に陸上基地へ向かうよう命じた。艦隊は対空戦闘に備え陣形を変更、小沢機動部隊の空母は瑞鶴、瑞鳳と千歳、千代田の二部隊に別れ、それぞれが輪形陣を組んでいた。瑞鳳は旗艦瑞鶴の左真横2kmに配置、輪形陣先頭を軽巡洋艦大淀、最後尾を戦艦伊勢が航行し、瑞鳳の左舷を駆逐艦秋月、桑、瑞鶴の右舷を駆逐艦初月、若月が護衛していた。空襲直前、瑞鶴所属の天山1機がエンジン故障のため瑞鳳に緊急着艦する。艦内に収容する余裕もなく、同機は飛行甲板最後尾にワイヤーで固定された。

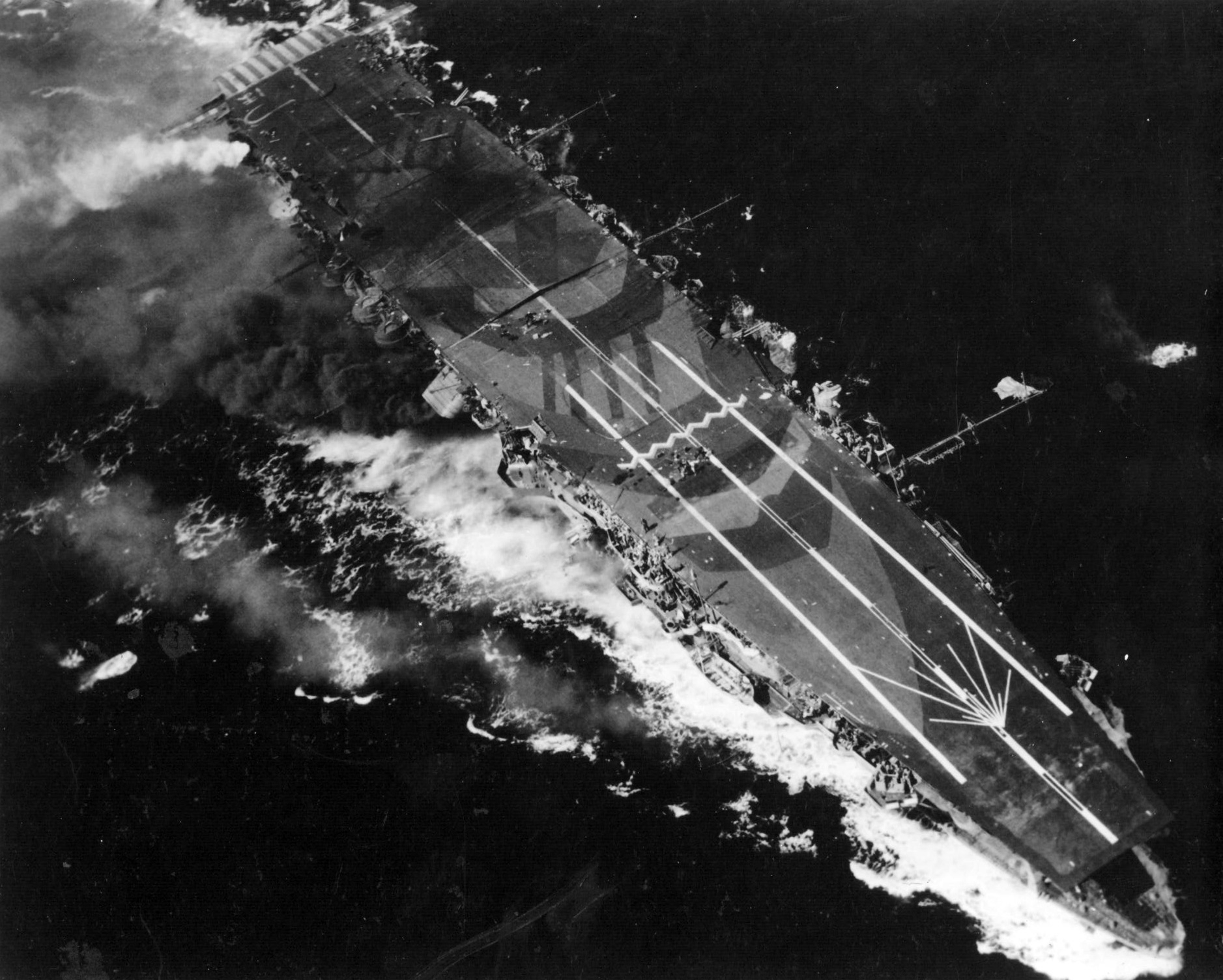
エンガノ岬沖海戦時にアメリカ軍機が撮影した瑞鳳。飛行甲板に「づほ」と書いているのが見える。瑞鳳は被弾しつつも攻撃を回避し、奮闘する大戦末期の日本空母を鮮明に捉えているが、艦載機の姿は見えない。

8時15-20分より第一次対空戦闘がはじまった。8時35分に爆弾1発が瑞鳳の後部エレベーターに命中、直接操舵に切り換えた。火災も発生するが約10分で鎮火に成功した。だがこれらの攻撃により、瑞鳳は右舷に3度傾斜した。先の天山は被弾時の爆発にも無傷で残り乗組員たちの士気を高めたが、更なる空襲が予想されるため残してほしいという乗組員たちの懇願にもかかわらず海中投棄された。他艦は、8時56分に瑞鳳の左前方を航行する駆逐艦秋月が大爆発を起こし轟沈した。瑞鶴は左舷後部に魚雷1本が命中して2軸運転となり通信能力を喪失、千歳は9時37分に沈没、多摩は被雷落伍、千代田は被弾損傷という被害を出している。10時以降の第二次対空戦闘では、千代田が炎上、五十鈴と共に落伍した。空襲後の午前11時前後、小沢司令長官は瑞鶴から大淀に移乗した。13時から開始された第三次対空戦闘では上空直衛の零戦は既に燃料切れで着水していた事もあり、瑞鶴と瑞鳳はアメリカ軍機の集中攻撃を受けた。13時17分、羅針艦橋前端直下に魚雷1本が命中、続けて18分には後部発着甲板に爆弾1発が命中、30分には右舷後部に魚雷1本、右舷170番ビーム付近に爆弾1発が舷側に命中、34分には人力操舵に切り替えている。
13時50分、右舷機械室が至近弾による浸水で使用不能となり最大発揮速力12ノットとなる。14時14分、瑞鶴が沈没した。

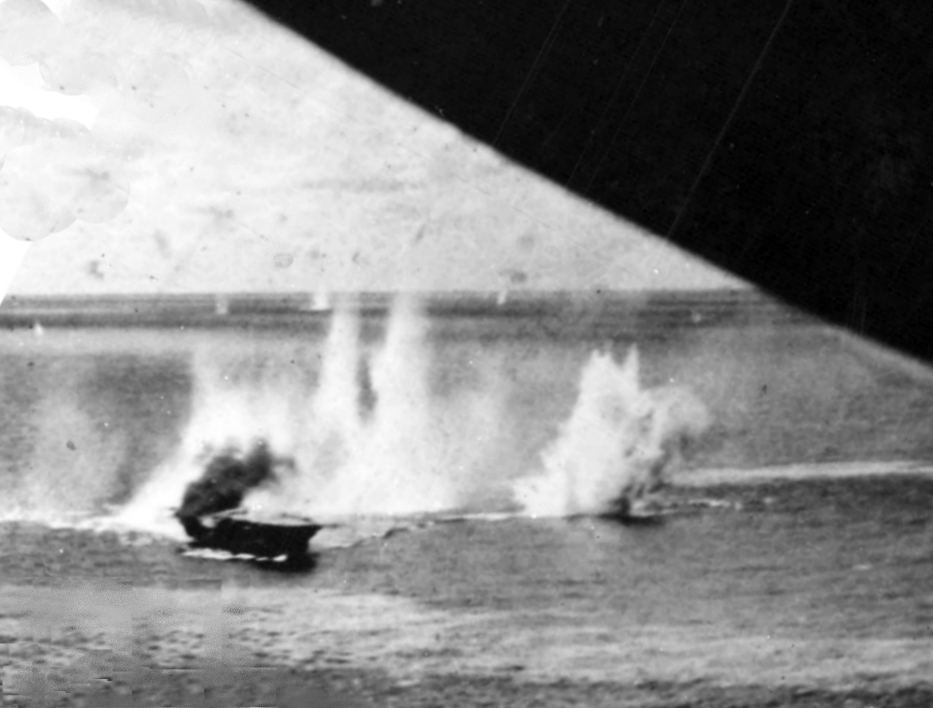
集中攻撃を受けつつある瑞鳳──攻撃後、退避中の米機から見たもの。巨大な水柱に囲まれつつ戦闘を行っている。

浸水を止める事が出来ない瑞鳳は14時37分には傾斜が13度、45分には16度となり左舷機械室も浸水して使用不能となり、主機関の全てを失った。同時刻、最大発揮速力6ノットに低下していた瑞鳳は回避運動もままならないまま集中攻撃を受け続けており、14時32分から54分にかけて、爆撃機延べ20機、雷撃機7機による波状攻撃を受けて至近弾10数発の被害を受けている。
14時56分、艦長より機密書類の処分や御真影（昭和天皇の写真）の移動等、沈没に備えた処置を命じる。負傷者はカッターボートに収容されて脱出、大淀より瑞鳳直衛を命じられていた桑に救助されていった。軍艦旗降下の後、総員退艦が命令される。

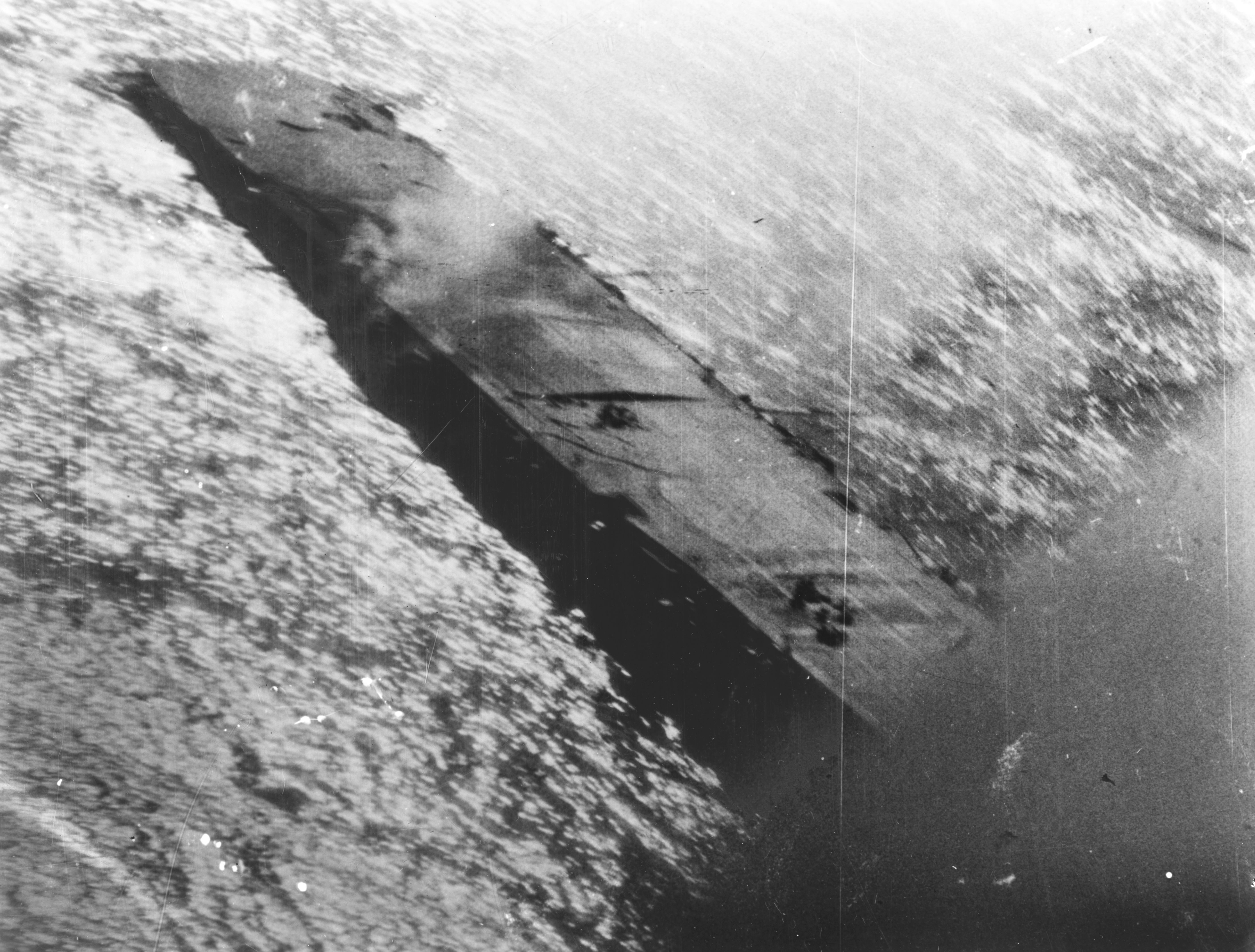
瑞鳳の最期。

15時27分（桑記録15時28分）、艦尾から沈み始めていた瑞鳳は右舷艦橋下部に魚雷を受け艦中央部より分断され、沈没した。駆逐艦桑に艦長以下847名が救助された。竹内カメラマンも桑に救助され、レイテ沖海戦の貴重な映像を持ち帰ることに成功した。また15時20分以降、対空戦闘継続中にもかかわらず伊勢は洋上に停止して人員救助を開始し、瑞鳳の乗員98名を救助した。沈没時、瑞鳳には準士官以上65名・下士官兵909名・傭人3名・計977名が乗艦。このうち、准士官以上7名（副長含）・下士官兵208名・傭人1名が戦死、准士官以上58名（負傷8）・下士官兵701名（負傷122）・傭人2（負傷1）・計761名（負傷131）が生還したという（乗員、生存者、戦死者に653空の将兵は含まず）。
なお、瑞鳳の沈没後も戦闘は続き、空母千代田と駆逐艦初月が追撃するアメリカ軍機動部隊（巡洋艦戦隊）に捕捉され、砲戦の後に撃沈された。初月の乗組員の他、救助された航空機搭乗員や沈没艦乗組員も大多数が戦死した。単艦で避退中の軽巡洋艦多摩も、アメリカの潜水艦ジャラオ(USS Jallao, SS-368) の雷撃で撃沈され、こちらも全員が戦死した。10月26日、沖縄中城湾にて桑は五十鈴及び槇に瑞鳳乗員を移乗させ、瑞鳳の戦死者2名を荼毘に付したという。各艦に便乗した生存者はその後、日本本土に送り届けられた。

## 年表
- 1934年（昭和9年）11月5日 - 特務艦「高崎 （タカサキ）」と命名[153]
- 1935年（昭和10年）6月20日 - 横須賀海軍工廠にて起工
- 1936年（昭和11年）6月19日 - 進水
- 1938年（昭和13年）9月15日 - 建造中に潜水母艦へ計画変更
- 1940年（昭和15年）1月 - 更に計画を変更、航空母艦改造に着手 
  - 12月15日 - 航空母艦に類別、「瑞鳳 （ズヰホウ[5]）」と改名
  - 12月27日 - 竣工。29日、横須賀発。
  - 12月31日 - 佐世保に入港。
- 1941年（昭和16年）4月10日 - 第1艦隊第3航空戦隊に編入される。
- 1942年（昭和17年）2月17日 - 横須賀港出港、フィリピン方面へ航空機を輸送。
  - 4月1日 - 第3航空戦隊解隊、第1艦隊付属となる。
  - 5月29日 - 柱島泊地を出撃しミッドウェー海戦、続いてアリューシャン攻略作戦に参加。
  - 6月20日 - 第1航空艦隊第5航空戦隊に編入
  - 7月14日 - 第3艦隊第1航空戦隊に編入。
  - 10月26日 - 南太平洋海戦にて中破、佐世保工廠で修理。
- 1943年（昭和18年）2月 - ガダルカナル島撤退作戦支援。
  - 4月 - 飛行機隊はい号作戦に参加
  - 11月 - 翌年1月まで横須賀トラック島間の輸送任務に従事。飛行機隊はろ号作戦に参加。
- 1944年（昭和19年）1月 - 輸送任務に従事。 
  - 2月1日 - 第3艦隊第3航空戦隊に編入。対空レーダーを装備。
  - 3月29日 - 龍鳳、山雲、雪風、初霜とサイパン・グアム方面への輸送作戦に従事。
  - 4月8日 - 輸送任務終了。呉に帰還。
  - 6月19日 - リンガ泊地には進出せず直接タウイタウイに進出してマリアナ沖海戦に参加。被害なく瀬戸内西部に帰還。
  - 7月29日 - 硫黄島増援船団を父島まで間接護衛（-8月3日に瀬戸内帰還）
  - 10月25日レイテ沖海戦に小沢部隊として参加し、8時30分エンガノ岬東方海上を南下中に戦爆連合の米軍150機から攻撃を受け、爆弾２発命中、操舵装置故障、格納庫炎上。10時過ぎ第二派来襲、右舷傾斜。午後1時第三派襲来し魚雷1発を受けさらに右舷傾斜増大、至近弾多数で浸水箇所多数。午後2時過ぎ缶室浸水で航行不能となり、さらに右舷艦橋下部に被雷1発。艦体切断により大浸水し軍艦旗収容し総員退艦となり、午後3時27分に沈没した。
  - 12月20日 - 除籍

## 艦長
高崎艤装員長

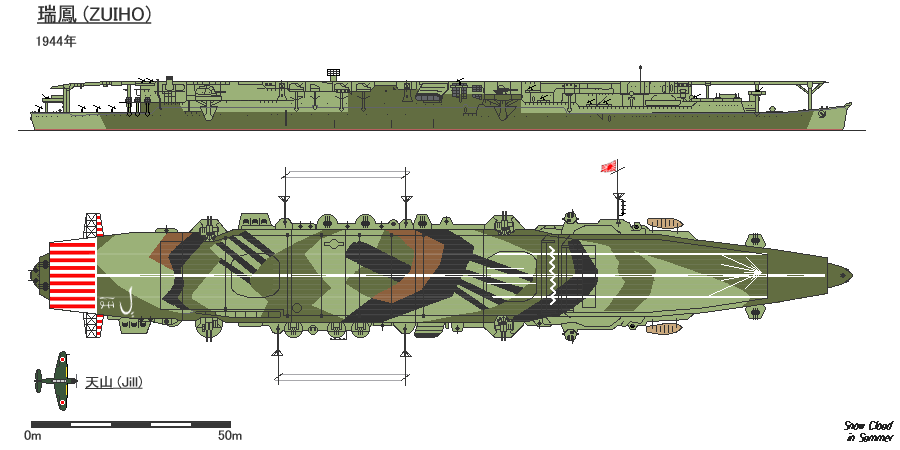
最終時の瑞鳳の艦型図。一部推定。「づほ」と描かれているのがわかる。

1. 水崎正次郎 大佐：1936年6月19日[154] - 1936年10月7日[155]
2. （兼）大塚幹 大佐：1936年10月7日[155] - 1936年12月1日[156] （本職：剣埼艤装員長）
3. 柿本権一郎 大佐：1936年12月1日[156] - 1937年12月1日[157]
4. （兼）橋本愛次 大佐：1937年12月1日[157] - 1938年9月20日[158] （本職：剣埼艤装員長）
5. （兼）橋本愛次 大佐：1938年9月20日[158] - 1938年11月20日[159] （本職：剣埼艦長）
6. （兼）橋本愛次 大佐：1938年11月20日[159] - 1938年12月15日[160] （本職：五十鈴艦長）
7. 中里隆治 大佐：1938年12月15日[160] - 1939年8月1日[161]、以後1940年4月24日まで艤装員長を置かず。
8. 江口松郎 大佐：1940年4月24日[162] - 1940年10月15日[163]
9. 野元為輝 大佐：1940年10月15日[163] - 1940年11月5日[164]

艦長
1. 野元為輝 大佐：1940年11月5日[164] - 瑞鳳艦長 1940年12月15日[165] - 1941年9月20日[166]
2. 大林末雄 大佐：1941年9月20日[166] - 1942年12月5日[167]
3. 山口文次郎 大佐：1942年12月5日[167] - 1943年7月5日[168]
4. 服部勝二 大佐：1943年7月5日[168] - 1944年2月15日[169]
5. 杉浦矩郎 大佐：1944年2月15日[169] - 1944年11月10日[170]

## 同型艦
- 龍鳳[34]。
- 千歳[171]。
- 千代田[171]。